# Indywidualne mistrzostwa NRD na żużlu
Indywidualne Mistrzostwa NRD w sporcie żużlowym to rozgrywany corocznie cykl turniejów wyłaniających mistrza NRD.